# Myregölen
Myregölen är en sjö i Eksjö kommun i Småland och ingår i Emåns huvudavrinningsområde. Myregölen ligger i Skurugata Natura 2000-område. Sjöns area är 0,016 kvadratkilometer och den befinner sig 281 meter över havet.